# Víktor Hrebénnykov
Víktor Olexandrovych Hrebénnykov –en ucraniano, Віктор Олександрович Гребенников– (Nikoláyev, URSS, 17 de marzo de 1986) es un deportista ucraniano que compitió en remo.
Ganó dos medallas de bronce en el Campeonato Europeo de Remo, en los años 2010 y 2011. Participó en los Juegos Olímpicos de Londres 2012, ocupando el octavo lugar en la prueba de ocho con timonel.

## Palmarés internacional
| Campeonato Europeo | Campeonato Europeo          | Campeonato Europeo | Campeonato Europeo |
| Año                | Lugar                       | Medalla            | Prueba             |
| ------------------ | --------------------------- | ------------------ | ------------------ |
| 2010               | Montemor-o-Velho (Portugal) | Medalla de bronce  | Ocho con timonel   |
| 2011               | Plovdiv (Bulgaria)          | Medalla de bronce  | Ocho con timonel   |